# 菁寮金德興藥舖
菁寮金德興藥舖（或稱菁寮阮家古厝），為台南市後壁區菁寮老街的一棟傳統木造閣樓式街屋，創建於清高宗年間（1736—1795年），其在1910年才遷至菁寮。建築裝飾作工精美，亦屬於南瀛百景之一，2005年登錄為台南市市定古蹟。

## 沿革
此棟建築幾經轉手，最初為嘉義縣鹿草鄉頂潭村某林家望族的祖厝，後來轉賣後壁的許遷，於1910年將建築拆解搬遷至菁寮現址，之後再轉賣給阮謙，開設中藥房，同時成為阮家古厝。
2010年高雄地震曾造成建築部分結構位移和破損。

## 建築特色
建築形式為一條龍三開間，縱向為前步口、廳間、後步口，屋頂鋪設紅瓦。其結構為抬樑式大木架構，使內部空間更寬敞，而棟架形式為二通三瓜。其閣樓呈ㄇ字型，原為臥房，後來作為倉庫使用。門樑上方的「金德興謙記」商號匾，為1925年由書法家景塘所題。牆面彩繪的中一則「陶朱公十二則戒」，為1917年屋主阮謙所寫。

## 影劇取景
- 《俗女養成記》劇中主角的家